# Tragopa insignis
Tragopa insignis är en insektsart som beskrevs av Fowler. Tragopa insignis ingår i släktet Tragopa och familjen hornstritar. Inga underarter finns listade i Catalogue of Life.